# アリアンロッド・サガ・リプレイ・アクロス
『アリアンロッド・サガ・リプレイ・アクロス』は、F.E.A.R.によるアリアンロッドRPGのリプレイ。『アリアンロッド・サガ』シリーズでは2番目の登場となったシリーズ。GM及び著者は『ハートフル』シリーズの久保田悠羅。イラストは1～3巻は植田亮、4～5巻は村正みかど（武礼堂）。
物語の開始は帝紀807年（『サガ無印』『ブレイク』の5年前）で、3巻以降年単位で時間が経過。4巻にて『サガ無印』1巻の時代に追いついた。
『アリアンロッド・サガ』シリーズのリプレイでは、他のリプレイが高レベルで始まるのに対して、入門編として位置付けられ、プレイヤーレベルも1から開始されている。
ゲストプレイヤーとしては、『ナイトウィザード』シリーズのリプレイに参加してTRPGには慣れているが『アリアンロッドRPG』は初めてという声優の矢薙直樹と、TRPG自体初心者という脚本家の吉村清子が参加している。

## あらすじ
帝紀807年。アルディオン大陸の国の一つ、アヴェルシア王国はグラスウェルズ王国に攻め込まれ、存亡のピンチを迎えていた。このピンチにアヴェルシア王国は国内でも有数の傭兵団「黄金の狼」に助力を求める。「黄金の狼」隊長カテナの指令で偵察小隊「銀の鈴」はグラスウェルズ軍の調査に向かうが、その間に「黄金の狼」は壊滅してしまう。残された小隊のメンバーは「黄金の狼」の名を継いだ新たなる傭兵隊を起こす。そこに持ち込まれた依頼は、ある女性の護衛。この依頼を機に、彼らは歴史の裏側を知ることになる……。

## 登場人物

### ギルド「黄金の狼」（初期は「銀の鈴」）
ゲームシステム上はギルドだが、物語序盤では、傭兵団「黄金の狼」の偵察小隊「銀の鈴」という扱い。ギルドマスターはユンガー。攻撃役全員が遠距離攻撃持ちという珍しい構成になっている。4巻で全員上級クラスにクラスチェンジした。公式リプレイではストーリー上、唯一戦闘で全滅したことがある。なお、4巻の帯では「金色の狼」と誤記されていた。ちなみにストーリー上、ギルドマスターが3回交代している（カテナ→ユンガー→ツヴァイ）。無論、ギルドマスターの交代自体、滅多にあるものではないため、歴代でもかなり珍しいギルドと言える。
ユンガー （矢薙直樹 / -）
エルダナーンのシーフ→スカウト/レンジャー→ニンジャ。
エルフには珍しい無精ひげを持ち、眼鏡を着用している。少々天然が入っており、無精ひげがあることに気付いていない。身を潜めた状態から矢を放つ戦法を得意とする。
元々はレイウォール王国の貴族・ハーリング伯爵家に代々使える暗殺者の家系の出であり、「黄金の狼」に所属したのもそれが縁。偵察小隊「銀の鈴」の小隊長を務めたが、その後の撤退戦でも3人の指揮を執ったため、その流れで新たに結成された新生「黄金の狼」の隊長となる。
3巻ではノルスティンを倒した直後、ダルトン殺害犯としてザロスに追われたため、傭兵を続けられなくなってしまった。その後、逃走のために女装をする事になるがよく似合っており、黄金の狼の副隊長だったノルベルトにも気づかれないほどだった。ザロスとの戦いの後、サイラスの口利きでエストネル王国のノーデンス、その中でもバルムンクとの戦いを任務とする「ライノット」となる。そのサイラスとは知り合いで、カテナの兄アドルフィスに擬態したベイオネットの調査を進める中で助けられたことがある。ベリアルとの決戦後は引き続きノーデンスとして活動しているが、竜輝石戦争の結末を受け、エルザを通じてカテナへ警告を送っている。
その後は『ブレイク』4巻7話「グレートレベリオン」にNPCとして登場し、グラスウェルズ内戦についての情報をエルザに教えている。また、飛行中のエグベルト要塞で戦うファントムレイダーズを、遥か遠くの高台から射撃で援護すると言う神業をやってのけている。『サガ無印』7巻11話「共に幸せな未来を」ではエル・ウォーデンの非常招集を受け、”真の四宝の試み”を狙う妖魔・魔族に応戦した。その後のエストネル崩壊に際しては、一時エルザのもとへ確認に現れ、混乱する状況を把握すべく行動している。
「ディスアピア」+「サプライザル」による「消えて撃つ」を唯一の攻撃手段としている。レベルが上がってもこのスタイルを崩すことはなく、これ一つを伸ばす形でデータが組まれている。5巻においては「インターフィアレンス」が猛威を振るい、相手ギルドの攻撃が8割方不発に終わるという事態になっている。
エルザ・ブルックス （吉村清子 / 早見沙織）
ヒューリンのメイジ→ウィザード/メイジ→サモナー→セージ→サモナー→メンター。
武器商人という生まれから、GM発案で『サガ無印』シリーズのプレイヤーキャラクターであるアルの姉、すなわちブルックス家（商会）の娘ということになった。
商人の娘らしくお金にうるさいが、役人への賄賂は惜しまないなど使うところをしっかり把握しているタイプ。朝に弱く、壊した目覚まし時計は数知れない。
アヴェルシア東部のネヴァーフの古代都市「オートニア」で拾ったオルゴーレムをファミリアとして連れており、「メロディ」と名付け、目を描いたりリボンを巻いたりして可愛がっている。
炎系統の魔法を得意としていて「炎の申し子」の異名を持っている。また発想力に優れ、2巻4話「運命のカデンツァ」では、予想外のアイデアを連発して状況を見事にコントロールして見せた。さらに5巻で「ケセドの杖」を取得したため、ただでさえ高い攻撃力がバランスブレイカーレベルまで高まり、ほぼ一人で敵を一掃していた。
イルマ救出後はエストネルに移住し、シェルドニアン学園の嘱託魔術師兼特別講師、ブルックス商会エストネル支店のオーナー、ユンガーの支援など忙しい毎日を送る。シェルドニアン学園においてはいたずらをした生徒に対して「ファイアボルト」でお仕置きをしているというとんでもない一面を見せていた。
『アクロス』完結後も別シリーズへの登場が多く、『サガ無印』4巻7話「ステラ奪回」ではベイオネットの動きを捜索する中でドーントレス卿と接触し、彼から得た重要な情報をカテナやナヴァールに提供した他、ドーントレス卿とナヴァールの会談を仲介。ファンブックCDドラマ「思い出フロントライン」ではアキナとともにディーンに応戦。『サガ無印』5巻9話「世界が変わる日」ではベネットにアルディオンに留まる理由を問い、連合王国長老会議にはラドフォード伯の代理として出席した。
そして『ブレイク』4巻7話「グレートリベリオン」・『サガ無印』6巻10話「巨星、立つ」においては、吉村本人が招かれて五人目のプレイヤーとして登場。後者では、未だ自身の影響力に自覚のないアルにピアニィとの関係についての助言（中身はほとんど説教だったが）をしている。同話のクライマックスでは『アクロス』本編以上の火力を叩き出し、パーティの勝利に大きく貢献した。
ウィルフレッドがピアニィよりアヴェルシア（旧フェリタニア）王位を譲位されてからは、シェルドニアン学園を退職してウィルフレッドの後見人を務めている。シナリオ集『ベルリールの竜輝石』にも登場している。ベリアルとの決戦後、新生「黄金の狼」として戦った日々を歴史の闇に消さないため、その全てを手記に記している。
瞬間火力に特化する形でデータが組まれており、スキル「リゼントメント」の効果とケセドの杖のコストもあって継戦能力は低い。そのため短期戦には強いが『アクロス』のようなシーンをまたいでの戦闘は不得手。
ツヴァイ （菊池たけし / -）
ヒューリン（ハーフドゥアン（オルニス））のウォーリア→ウォーロード/ガンスリンガー→ウォーリア。
病弱な母イルマの薬代を稼ぐために傭兵になった新米。自身の出生に何らかの秘密を持っているらしいが本人も分かっていない。血気盛んな若者といった性格と、出生の秘密などがシナリオに大きく関わることが多いこともあり、実質的に『アクロス』の主人公的な立ち位置にいる。なお、ツヴァイとは古エルダ語で「2」を意味する。
カテナより譲り受けた二丁の魔導銃を使用した接近戦を得意とする（菊池曰く「ガン=カタ」）。
その出自については「バルムンク」の「アイン」の項目を参照。イルマ救出後はダインと組んでフリーランスの傭兵として活動し、バルムンクに対する調査を進めていた。4巻8話「折れたる剣のオラトリオ」では、ライバルにして実兄たるアインとついに決着をつけるが、その結果バルムンクの罠にかかって「始祖の四人」ベリアルに憑依されてしまい、ベリアルを危険視するエストネルの招集を受けた新生「黄金の狼」に、即ち仲間達に追われることとなってしまった。その後はエストネルに囚われていたが、潜入して来たミリアに救出され、逃亡。その中で、ベリアルのみを滅ぼす方法として、アインの企てを場所を移して行う事を閃き、結果呪縛から解放された。一人称は3巻まで「僕」、4巻「俺」、5巻「オレ」。彼の持つ白い翼はベリアルの持つ3対の翼のうち「未来」を意味する。
1巻では前髪に一房だけ色の違う部分があったが、2巻でなくなり、4巻で戻っている。また、2巻の表紙ではなぜか髪が真っ黒になっていた。なお、好みの女性のタイプは年上。以前はブルックス商会の手伝いをしていたらしいが、アルの姉妹達にいい様に使われていたらしい。「折れたる剣のオラトリオ」冒頭ではエストネル支店の手伝いをしていたが、一日16時間労働というハードワークだったため死にそうになっていた。
全てに決着がついた後は、第3次「黄金の狼」を組織して隊長となり、ダイン・ミリアと共に活動している。『ブレイク』4巻に、エルザに雇われる形でダイン・ミリアと共に登場し、アンリ軍の長距離砲に対する破壊工作を実行した。
「ラストリゾート」+「ブレットレイブ」で回避を封じて確実に当てる、という方向でデータが組まれており、パーティ内では率先して前に飛び出し、ダインと共に前線構築役を担っている。
ダイン （遠藤卓司 / -）
エクスマキナのアコライト→パラディン/アルケミスト→モンク→アルケミスト→ウォーリア。
常に冷静沈着で、パーティの参謀役といったところ。防御や回復など、援護を担当している。攻撃に回ることはないが、実はかなりの怪力（データ的にも筋力が高い）。また頭の回転が早い上に直感力・判断力に優れ、その機知で何度かパーティの危地を救っておりその圧倒的防御力と仲間を庇う姿勢から「“黄金の狼”の守護神」と評される。ただし、他のメンバーが全員遠距離攻撃型であることもあって、支援担当にもかかわらず一人突出することが多々あり、序盤はたまに戦略ミスでピンチを招いてしまう事もあった（1巻では2話とも戦闘不能になっている）。
敬虔なアコライトであるため何かと「神」を持ち出す。傭兵としてはごく普通の現実的な思考を持っており、四角四面な言葉遣いから冷たい性格と思われがちだが、冗談を言ったり、ツヴァイと一緒にエルザに怒られたり、何かと説教を持ち出す（しかもかなり話が長い）など人間味のある一面も持つ。また、傭兵時代の隊長であるカテナとユンガーには強い信頼を寄せている。
イルマ救出後はエストネルの巡回神官を務める傍ら、ツヴァイと組んで傭兵稼業を続け、ベリアルとの決戦後、第3次「黄金の狼」の再建と共にその一員に加わった。
その正体は長らく不明だったが、5巻において、バルムンクの工房に放置されていたゴーレム「嘆きの一撃（ドウラーレスストローク）」のコア（の同型機）であることが明らかになった。

### 旧アヴェルシア王家及びその縁者
マリア・ラドフォード・アヴェルシア
ヒューリン。（元）アヴェルシア王妃でウィルフレッドの母。ピアニィの叔母に当たる。
「アヴェルシアの服属」の際、護衛兵とともに逃走していた所をミリアの依頼を受けた新生「黄金の狼」に助けられ、そのままレイウォール軍の陣地へ脱出した。しかし、そこが既に敵の領域だと気付いたユンガー達によって再び連れだされ、ラドフォード伯の別荘へ避難。半年後にウィルフレッドを出産した。
その後は伯の城に匿われていたが、ダルトンの派遣で危機を察したエルザの判断で再び別荘へと戻り、隠遁生活を送っていた。公式には、「黄金の狼」を騙る賊によって誘拐、行方不明となっており、『サガ無印』6巻10話「巨星、立つ」でエルザがピアニィたちに健在の事実を明かすまで、真実を知るのはエルザら新生「黄金の狼」のメンバーとラドフォード伯領の面々、ミリア、コーレア、アインとなっていた。
ラドフォード家の生まれとして厳しい武術訓練を受けたためか、バイタリティは高い。
ウィルフレッド・アヴェルシア
ヒューリン。アヴェルシア王・ケネスとマリアの間に生まれ、エルザによって名づけられたアヴェルシアの廃王子。ピアニィのいとこに当たる。名前は「平和への意志」を意味する。
生後よりラドフォード伯の屋敷において、母親ともども隠遁生活を余儀なくされていたが、「巨星、立つ」において、母親をかばう形でベルフトによって人質にされる。その後無事に救出され（その際、ピアニィとも対面している）、竜輝石戦争後はフェリタニアから旧国号に復したアヴェルシアの王位に就く。
ウォーレン・ラドフォード
ヒューリン。ミリアとマリアの父。旧アヴェルシア貴族で伯爵。
根っからの武将で、二人の娘にも武術の鍛錬を課している。アヴェルシアから逃げ延びて来たマリアを匿い、後に誕生したウィルフレッド共々領地で保護していた。
初孫のウィルフレッドが可愛くて仕方ないらしく、3巻・4巻ではとにかく彼を可愛がっているらしいことがわかる。
『アクロス』に先立ち『サガ無印』2巻4話「メルトランド戦役（後編）」では武将の一人として登場。ベネットの説得に応じ、500人の配下の兵士を率いてフェリタニアに参陣した。ピアニィの持つ竜輝石が「アヴェルシアの王威の竜輝石」でないことを知っており、その上で真実を見定めるべくフェリタニアに参加している。
後に「ノーブルファーマー」の二つ名で知られることになるが、プレイヤー一同からは「メルトランド戦役（後編）」でのピアニィの（プレイヤー）発言が元で「カールおじさん」呼ばわりされている。
「巨星、立つ」で、マリアとウィルフレッドを護るためベルフトと戦い、手傷を負わせるも敗北、立ったまま絶命した。
ミリアローズ・ラドフォード
ヒューリンのシーフ→エクスプローラー/ダンサー。ラドフォード伯の娘でマリアの妹。通称「ミリア」。
ラドフォード家の方針で、一時傭兵として「黄金の狼」で活動していた。その出自ゆえか経験ゆえか年齢に似合わずシビアな一面もあるが、その一方でツヴァイの前では彼に気があるところも見せる。
短剣二刀流を使いこなす前衛タイプ。一人称は「ボク」（一時期ツヴァイの前でだけは一人称を「わたし」にするべく努力していたようだが、結局はあきらめたらしい）。小さな失敗がやたら目立ち、プレイヤー全員から「ドジッ娘」呼ばわりされている。
5巻でエストネルに監禁されたツヴァイを救出に現れ（もっともノーラに唆されての行動だったが）、共に逃亡。ベリアル撃滅の方法が判明した後は、「嘆きの一撃」のトリガーを引く役目を任された。最終話ではノーラに誘拐され、ナグルファル復活の生贄に使われていたが、駆け付けた新生「黄金の狼」に救出された。
最終決戦後は、ツヴァイの下で再建された第3次「黄金の狼」に復帰している。

### その他
アイン / グレゴリー・バクスター / ノルスティン
上記3名については、「バルムンク」を参照。
メロディ
エルザが連れているオルゴーレム。オートニアで唯一まともに稼働していた機体で、シリンダーを探して来てくれたエルザに懐いている。『アクロス』2巻で彼女のファミリアになった際、頭と首元にリボン、顔に目が描かれている。戦闘時には演出だが、ダインと組んで歌っていることがある。
ノルベルト・ダールマン
ヒューリン。旧「黄金の狼」副隊長を務めていた人物。
隊の全滅後、クロフトの城に囚われていたが、「銀の鈴」小隊に救出され、直後の戦いで窮地に陥った彼らを助けに現れた。その後は新たに傭兵隊「狼の牙」を結成し、その隊長を務めている。
サイモン
ヒューリン。ユンガーの知人の神官。
女好きな性格で、普段は傭兵をしている。アドルフィスの調査のため、レイウォールに潜入して危機に陥ったユンガーを助けたことがある。
正体は小説版や『サガ無印』3巻5話「フェリタニア絶対防衛戦」に登場したサイラスであり、3巻6話以降はそちらの名称に戻している。
ルカ・ブリッツィ
ヴァーナ（アウリク）のアルケミスト。ラディングスで研究を行っている。
イルマに錬金術を学んだことがあり、その縁でツヴァイの事も知っていた。ルーズな性格で間延びした喋り方が特徴。ゴーレムやエクスマキナが専門で、コーレアのメンテナンスも担当している。5巻では「嘆きの一撃」の修理を行った。
ダルトン・ボイル
ヒューリン。レイウォール王国から派遣されたラドフォード伯領の代官。ウォーレンも否定しないほどの「無能」を絵に描いたような人物で、城に居座って我が儘放題を尽くし、エルザにも言い寄るなど役人とは思えない行動が目立った。その後、竜輝石の捜索をユンガー達に命じるが、直後にウォーレンを失脚させようとするノルスティンに謀殺された。その後、ウォーレンを守ろうとするサイモンが「ユンガーが犯人だ」と証言したため、ユンガーは殺人犯として追われる羽目になる。
イルマ　
ヒューリン。ツヴァイとアインの母親で、優秀なアルケミストでもある。
生来病弱で、ツヴァイが傭兵になったのは彼女の薬代を稼ぐためである。ホムンクルスの研究を専攻しており、その最中に協力を持ちかけられ、引き換えにその「協力者」に手を貸していた。そんな中で、ヌルの剣の因子によってアインとツヴァイを身ごもり、出産。しかし、数年後に「協力者」がバルムンクであったこと、自分に接触した目的がヌルの「器」を作ることだったことを知り、双子を連れて脱走。しかし、アインは途中で捕まって連れ戻され、ツヴァイしか連れて行けなかった。このため、アインはイルマが自分を捨てたと思い込んでおり、強い憎しみを抱いていた。
その後はコーレア、ツヴァイと共に日々を過ごしていたが、「アヴェルシアの服属」直後にアインに拉致され、錬金術の研究を強要されていた。後に用済みとなったためアインとザロスに始末されそうになったが、新生「黄金の狼」によって救出され、エストネル王国に匿われた。
コーレア
女性型エクスマキナのパラディン/ハイランダー。幼少期のツヴァイを育てていた。
元々はバルムンクで造り出された戦闘機械らしい。イルマと共に行方不明となっていたが、3巻で登場。
ツヴァイが傭兵になった後はイルマの世話をしていたが、アインの襲撃を受けて敗れ、イルマ共々ハント大森林の工房に拉致されてしまう。その後はノルスティンによって操られ、表向きは傭兵として行動していた。その際の苛烈な戦いぶりから「殺戮機械」の名で恐れられていた。しかしツヴァイとの再会で徐々にノルスティンの制御を離れ、ダインの説得によって完全に自我を取り戻した。その後、ラドフォード伯の元に匿われ、食客として滞在している。
ラドフォード伯同様「メルトランド戦役（後編）」に武将の一人として登場。ラドフォード伯に従いフェリタニア軍に加わった。シリーズの時系列ではラドフォード邸に住むようになってからの出来事だが、登場は『サガ無印』の方が先である。
ハリソン・トーラム
フィルボル。カムロート領主を代々務め、錬金術師・商人の名家でもあるトーラム伯爵家の現当主。
若き日は冒険者としてアルディオンの各地を巡っていた。以前ベルリールでベリアルを封じた結晶体を発見し、持ち帰っていた。現在は体調を崩し、次女のシェリーに全権を任せて隠居している。
シェリー・トーラム
フィルボルのアルケミスト。ハリソンの次女で、領主代行としてカムロートを事実上治めている。
年齢は21歳だが、種族がフィルボルのため外見は子供。一人称は「ボク」で、男性のような言葉遣いをする。家督相続を嫌って出奔し、エリンディル大陸に渡って一財産を築いたという過去がある。
領主の館の宝物庫の鍵は決められた順番で開けないとトラップが作動するという侵入者避けだが、これは彼女が作ったもの。
レムナント
「セイン」を参照。
グリーナ・デュランタリエ
ヒューリンのウォーロード。エストネル王国の近衛騎士を務める女性で、60歳という高齢にもかかわらず現役。衰えを心配したエル・ウォーデンから引退をたびたび進められるものの、頑として聞かない。
ユンガー達ノーデンスの直属の上司に当たり、彼らの指揮を行う。実力は定かではないが相当な腕前らしく、ベルフトも一目置いているなどの逸話が在る。
5巻ではユンガーの説得を受け、「嘆きの一撃」の護衛を実行。最終話では、魔軍と戦うレムナントの援護に駆け付けていた。
ジョリィ・フウマ
『サガ無印』シリーズからのゲスト出演。詳細はアリアンロッド・サガ・リプレイを参照。
ギルド「ブラックヴァイス」
バルムンクに協力している読者投稿の傭兵ギルド。「刻銘剣」をギルドマスターとし、サディア、シャオリー、リーランラ、アルフォンソの5人をメインに構成されている。各人の詳細はバルムンクの項を参照。

## 書誌情報
- アリアンロッド・サガ・リプレイ・アクロス1 天に月、地に剣 ISBN 978-4-8291-4539-5
- アリアンロッド・サガ・リプレイ・アクロス2 狼の魂、竜の光 ISBN 978-4-8291-4553-1
- アリアンロッド・サガ・リプレイ・アクロス3 漆黒の刃、黄金の牙 ISBN 978-4-8291-4567-8
- アリアンロッド・サガ・リプレイ・アクロス4 剣の嘆き、王の帰還 ISBN 978-4-8291-4587-6
- アリアンロッド・サガ・リプレイ・アクロス5 黄金の狼、銀の紋章 ISBN 978-4-8291-4607-1